# Podium Asteriks
Podium Asteriks is een poppodium in de stad Leeuwarden, opgericht in 2010. De concerten vinden plaats in het cultureel bedrijvencentrum de Blokhuispoort, dat voorheen een huis van bewaring was. De organisatie bestaat uit vrijwilligers.
Podium Asteriks is onderdeel van Stichting Asteriks dat ook popfestival Welcome to The Village organiseert.